# Marco Barbon
Marco Barbon (* 1989 in Treviso) ist ein italienischer Chorleiter, Stimmbildner, Korrepetitor und Dirigent, der vor allem mit dem Tölzer Knabenchor arbeitet und sich für die Erhaltung und Förderung der Chormusik engagiert. Darüber hinaus ist er künstlerischer Leiter des Männerchors 221.

## Werdegang
Barbon zeigte bereits in jungen Jahren Affinität zur Musik, insbesondere zum Gesang. Daher begann er  ein Studium des Solo- und Chorgesangs, das er 2019 mit einem Master of Arts in Gesang abschloss. Von 2020 bis 2022 setzte Barbon seine musikalische Ausbildung an der Hochschule für Musik Saar fort. Hier vertiefte er seine Kenntnisse in der Chorleitung und Stimmbildung.
Seine Gesangstechnik sowie sein Belcanto- und Opernrepertoire erweiterte er bei dem Tenor William Matteuzzi und dem Stimmbildner Fernando Cordeiro Opa. Ab 2015 sang er in  italienischen Vokalensembles und Chören unter der Leitung von Dirigenten wie Simon Gaudenz, Gianandrea Noseda und Alessandro Quarta.
Neben seiner musikalischen Ausbildung als Sänger absolvierte er auch ein Klavierstudium, das er 2011 mit einem Master of Music am Konservatorium Castelfranco Veneto abschloss. 
An der Hochschule für Musik Saarbrücken war er als Korrepetitor für Oratorien und Chorliteratur bei den Hochschulchören sowie in der Hauptfachklasse Chorleitung und Gesang tätig und wirkte 2021 bei der Sommerdirigierakademie mit. Im Jahr 2022 arbeitete er freiberuflich als Korrepetitor beim Chor des Bayerischen Rundfunks und war an zwei Projekten unter der Leitung von Peter Dijkstra beteiligt.
Nach Abschluss seines Studiums trat Barbon 2021 eine Stelle beim Tölzer Knabenchor an. Als Chorleiter, Stimmbildner und Korrepetitor wirkt er dort an der musikalischen Ausbildung und Leitung des Chores mit. So trat der Tölzer Knabenchor unter seinem Dirigat im Kurhaus Wiesbaden im Rahmen des Rheingau Musik Festivals, beim Anima-Mundi-Festival im Dom zu Pisa, im Herkulessaal München, im Kloster Benediktbeuern in Bayern, auf dem Voci-d’Europa-Festival in Sardinien und im Konzerthaus Blaibach auf. Seit Sommer 2024 leitet er außerdem das Männerensemble ZwoZwoEins des Tölzer Knabenchors.

## Musikalischer Einfluss und Stil
Barbons Ansatz zur Chorleitung und Stimmbildung zeichnet sich durch eine Kombination aus traditionellen Techniken und innovativen Methoden aus. Er legt besonderen Wert auf die Reinheit des Tons, präzise Intonation und ausdrucksstarke Interpretation. Sein Repertoire reicht von klassischer geistlicher Musik bis hin zu zeitgenössischen Werken.